# Take Me to the Alley
Take Me to the Alley — четвёртый студийный альбом американского джазового музыканта Грегори Портера, вышедший 6 мая 2016 года на лейбле Blue Note Records.
Альбом принёс Портеру премию Грэмми за лучший джазовый вокальный альбом.

## Описание
| Совокупная оценка | Совокупная оценка |
| Источник          | Оценка            |
| ----------------- | ----------------- |
| AnyDecentMusic?   | 7.6/10            |
| Metacritic        | 81/100            |
| Оценки критиков   |                   |
| Источник          | Оценка            |
| All About Jazz    | [ 5 ]             |
| AllMusic          | [ 6 ]             |
| The Telegraph     | [ 7 ]             |
| Exeposé           | [ 8 ]             |
| The Guardian      | [ 9 ]             |
| Irish Examiner    | 4/5               |
| The Irish Times   | [ 11 ]            |
| The National      | [ 12 ]            |
| Pitchfork         | 6.7/10            |
| PopMatters        | 9/10              |

Альбом был записан на студиях звукозаписи в Голливуде и Нью-Йорке в период с 28 сентября по 1 октября 2015 года. Вместе с Портером над альбомом работал продюсер Камау Кеньятта, вместе с которым Грегори начинал свою профессиональную музыкальную карьеру в середине 1990-х годов.
По мнению музыкального обозревателя The Guardian Алексиса Петридиса, поставившего альбому 4 звезды из 5, «при всей своей лёгкости на слух — а бывают моменты, когда слушая Take Me to the Alley, чувствуешь себя так, словно тебя напичкали бисквитным пудингом с сиропом, — в музыке Портера есть что-то таинственно бескомпромиссное».
Обозреватель музыкального портала AllMusic счёл, что альбом выиграл бы, если бы был менее длинным. Он также отметил, что голос Портера является «эталоном совершенства», по которому судят о других певцах, а в сочетании с «правдивым стилем написания песен» Портера можно считать «уникальным и непревзойденным» джазовым музыкантом.

## Список песен
Все песни написаны Грегори Портером, если не указано иное.
| №                   | Название                                                                                    | Длительность |
| ------------------- | ------------------------------------------------------------------------------------------- | ------------ |
| 1.                  | «Holding On» (Грегори Портер, Джеймс Джон Нейпир, Гай Уильям Лоуренс и Говард Джон Лоуренс) | 5:01         |
| 2.                  | «Don't Lose Your Steam»                                                                     | 3:17         |
| 3.                  | «Take Me to the Alley»                                                                      | 5:16         |
| 4.                  | «Day Dream» (Грегори Портер и Крэг Доусон)                                                  | 3:51         |
| 5.                  | «Consequence of Love»                                                                       | 3:20         |
| 6.                  | «In Fashion»                                                                                | 4:34         |
| 7.                  | «More Than a Woman»                                                                         | 3:31         |
| 8.                  | «In Heaven» (Дарлин Эндрюс)                                                                 | 4:18         |
| 9.                  | «Insanity»                                                                                  | 5:37         |
| 10.                 | «Don't Be a Fool»                                                                           | 4:31         |
| 11.                 | «Fan the Flames»                                                                            | 4:12         |
| 12.                 | «French African Queen»                                                                      | 3:44         |
| Общая длительность: | Общая длительность:                                                                         | 51:18        |

## Участники записи
- Альт-саксофон — Ёсукэ Сато
- Бас-гитара — Аарон Джеймс
- Ударные — Эмануэль Харрольд
- Орган — Ондржей Пивец
- Фортепиано — Чип Кроуфорд
- Тенор-саксофон — Тивон Пенникотт[англ.]
- Труба — Кейон Харролд
- Вокал — Алисия Олатуя, Грегори Портер, Кем, Лала Хатауэй
- Продюсеры — Грегори Портер, Камау Кеньятта

## Чарты
| Чарт(2016–17)                    | Высшая позиция |
| -------------------------------- | -------------- |
| Австралия (ARIA)                 | 65             |
| Австрия (Ö3 Austria)             | 11             |
| Бельгия/Фландрия (Ultratop)      | 8              |
| Бельгия/Валлония (Ultratop)      | 30             |
| Нидерланды (Album Top 100)       | 5              |
| Франция (SNEP)                   | 14             |
| Германия (Offizielle Top 100)    | 8              |
| Италия (Classifica album)        | 31             |
| Новая Зеландия (RMNZ)            | 1              |
| Португалия (AFP)                 | 33             |
| Испания (PROMUSICAE)             | 34             |
| Швейцария (Schweizer Hitparade)  | 11             |
| Великобритания (UK Albums Chart) | 5              |
| США (Billboard 200)              | 82             |

| Чарт (2016)          | Позиция |
| -------------------- | ------- |
| Великобритания (OCC) | 65      |